# Jacques van Egmond
Jacques van Egmond (n. 17 februarie 1908, Haarlem, Țările de Jos – d. 9 ianuarie 1969, Haarlem, Țările de Jos) a fost un ciclist olandez, medaliat olimpic. A participat la o ediție a Jocurilor Olimpice (1932) în care a câștigat o medalie de argint.

## Participări
Lista de mai jos prezintă principalele competiții la care a participat Jacques van Egmond de-a lungul carierei.
- cycling at the 1932 Summer Olympics – men's 1000 m time trial[*]